# Taça de Portugal de Hóquei em Patins Feminino de 2014–15
A Taça de Portugal de Hóquei em Patins Feminino de 2014–15, foi a 23ª edição da Taça de Portugal, ganha pelo SL Benfica (2º título).

## Final
A final four foi disputada a 14 de Junho de 2015. Árbitros: José Pinto (Porto) e Joaquim Pinto (Porto)
|            | Resultado |                    |
| ---------- | --------- | ------------------ |
| SL Benfica | 5 – 2     | Ass. Acad. Coimbra |

## Meias-finais
As partidas foram disputadas a 13 de Junho de 2015. Árbitros:  1º Jogo Paulo Santos (Porto) e Manuel Fernandes (Porto) 2º Jogo Cláudia Rego (Minho) e Orlando Panza (Porto)
|                    | Resultado |              |
| ------------------ | --------- | ------------ |
| SL Benfica         | 6 –4      | HC Turquel   |
| Ass. Acad. Coimbra | 4 – 2     | CH Carvalhos |

## Quartos de final
As partidas foram disputadas a 19 de Abril de 2015.
|                    | Resultado |                   |
| ------------------ | --------- | ----------------- |
| HC Mealhada        | 3 – 11    | SL Benfica        |
| GDR "Os Lobinhos"  | 0 – 5     | CH Carvalhos      |
| Ass. Acad. Coimbra | 12 – 1    | GDC Fânzeres      |
| HC Turquel         | 7 – 3     | Stuart HC Massamá |

## Oitavos de final
As 3 primeiras partidas é a 6ª foram disputadas a 8 de Fevereiro de 2015, as 4ª e 5ª no dia 11 de Fevereiro de 2015 é a última no dia 21 de Fevereiro de 2015. Folga: GDC Fânzeres
|                    | Resultado |                 |
| ------------------ | --------- | --------------- |
| AF Arazede         | 1 – 12    | CH Carvalhos    |
| Ass. Acad. Coimbra | 3 – 0     | AD Sanjoanense  |
| ACD Vila Boa Bispo | 1 – 10    | HC Mealhada     |
| FC Alverca         | 0 – 8     | SL Benfica      |
| HC Turquel         | 4 – 0     | AJ Salesiana    |
| GDR "Os Lobinhos"  | 6 – 0     | Roller Lagos CP |
| Stuart HC Massamá  | 6 – 2     | AC Tojal        |